# پست هوایی (فیلم ۱۹۳۲)
پست هوایی (انگلیسی: Air Mail) فیلمی در ژانر ماجراجویی به کارگردانی جان فورد است که در سال ۱۹۳۲ منتشر شد.

## بازیگران
- رالف بلامی
- گلوریا استوارت
- پت اوبرایان
- اسلیم سامرویل
- فرانک آلبرستون
- وارد باند
- ادموند برنز
- فرانسیس فورد
- جورج ایروینگ
- جیم تورپ
- هری تنبروک
- جک پنیک
- لسلی فنتون
- دیوید لاندائو